# Cteniscus glutiniatus
Cteniscus glutiniatus är en stekelart som först beskrevs av Per Abraham Roman 1909.  Cteniscus glutiniatus ingår i släktet Cteniscus och familjen brokparasitsteklar. Arten är reproducerande i Sverige. Inga underarter finns listade i Catalogue of Life.